# 孔令輝
孔令輝（1975年10月18日—），汉族，黑龙江哈爾濱市人，祖籍山東省曲阜市，孔子的第76代後裔，中國男子乒乓球運動員，乒乓球大满贯得主，曾任中国国家乒乓球队女队主教练。有「乒乓王子」之稱。

## 簡介
孔令輝6歲開始打乒乓球，1986年進入黑龍江省隊，1988年進國青隊，1991年入選國家隊。孔令輝屬於右手橫握球拍，弧圈球結合快攻打法，兩面拉弧圈，穩中見狠，正手抽殺力量大，有極好的戰術素養。他球感好，球速快，善打多回合，能夠在相持中偷襲變線，整體技術全面。
歷年來在國際乒聯公佈的世界男單排名前列，是世乒赛、世界杯和奥运会男單“大满贯”得主。
1997年7月1日，与刘国梁、伏明霞等奥运冠军在人民大会堂宣誓加入中国共产党。
2006年10月12日，孔令輝正式宣布退役，出任中國女子乒乓球隊助理教練。2013年，孔令輝接替卸任的施之皓，出任中國女子乒乓球隊主教練。
2017年5月30日，被中国乒乓球协会暂停女乒主教练职务。

## 所获奖项
1991年全國錦標賽男團冠軍；
1993年七運會男雙第三名（與王永剛）；
1994年第2屆世界青年錦標賽男單、男團冠軍；中國公開賽男單、男雙冠軍；全國精英賽男單第三名；中國乒協盃男雙冠軍；韓國大獎賽男單冠軍；1994年第12屆亞錦賽男單、混雙（與鄧亞萍）、男團冠軍；
第12屆亞運會混雙（與鄧亞萍）、男團冠軍；意大利公開賽男雙冠軍（與張雷）；瑞典公開賽男團亞軍；
1995年中國明星賽男單、混雙冠軍（與鄧亞萍）；第43屆世乒賽男團、男單冠軍、混雙亞軍（與鄧亞萍）；愛普生世界明星賽男單冠軍；中國大獎賽男單冠軍；世界盃男單冠軍；第三屆城運會男單冠軍、男雙第三名（與張鵬）；亞洲盃團體賽男團冠軍；
1996年中國乒協盃男單、男雙冠軍（劉國梁）；第26屆奧運會男雙冠軍（與劉國梁）；首屆國際乒聯職業巡迴賽總決賽男單冠軍；亞錦賽男單、男雙冠軍；
1997年第44屆世乒賽，與王濤、劉國梁、丁松和馬文革合作，獲得男子團體比賽冠軍；男雙冠軍(與劉國梁)、混雙亞軍(與鄧亞萍)、男單並列第三名；美國公開賽男單冠軍；中國大獎賽男雙冠軍(與劉國梁)；八運會男團亞軍；美國、馬來西亞公開賽男單冠軍；國際乒聯總決賽男單冠軍；
1998年愛立信中國乒乓球擂台賽冠軍並成為男子總擂主；馬來西亞公開賽男單、男雙亞軍（與劉國梁）；日本公開賽男單冠軍；全國俱樂部甲級聯賽男團第三名；澳洲公開賽男單、男雙冠軍（與劉國梁）；中國公開賽男雙第3名（與劉國梁）；全國錦標賽男單冠軍；第13屆亞運會男團、男雙冠軍（與劉國梁）、男單並列第3名；
1999年愛立信中國乒乓球擂台賽決賽男子亞軍；第45屆世乒賽男雙冠軍；亞洲12強賽冠軍；
2000年第45屆世乒賽男團亞軍；世界男子俱樂部團體冠軍；日本公開賽男雙冠軍、男單第三；第27屆奧運會男單冠軍（決賽以盤數3比2擊敗老對手瓦尔德内尔）、男雙亞軍（與劉國梁），一舉成為世界男子乒壇第三位「大滿貫」得主。
2001年第46屆世乒賽男團、男雙冠軍；男單亞軍
2002年第14屆亞運會男團冠軍，男單、男雙第三；美國、德國、荷蘭公開賽男雙冠軍，國際乒聯總決賽男雙冠軍；
2003年第47屆世乒賽男雙亞軍（與王皓），男單四強；韓國公開賽男單、男雙四強，中國公開賽男雙亞軍；馬來西亞公開賽男單四強、男雙冠軍；
2004年第47屆世乒賽男團冠軍；國際乒聯巡迴賽希臘公開賽男雙亞軍；韓國公開賽、中國公開賽（長春）男雙冠軍（與王皓）；總決賽男雙亞軍；
2005年公開賽男雙亞軍；第48屆世乒賽男雙冠軍（與王皓）。

## 个人生活
前女友马苏。2013年7月，马苏坦承二人已分手。

## 争议事件
2006年7月21日，孔令輝在北京駕駛無牌保時捷跑車與一輛的士相撞，交通警察證實孔令輝是酒後駕車。駕照暫扣6個月，並處罰一千八百元人民幣。
2017年5月，有媒体报道称，新加坡滨海湾金沙娱乐城将孔令辉起诉至香港高等法院。根据起诉状（根据当时媒体提供的案件号查实，当时的香港高院并未受理此案，案件内容并未公开），孔令辉于2015年2月19日向该赌场借取了100万新加坡元，其中90萬元以籌碼提供，另外10萬元存於賭場账户，以確立其「頂級玩家」資格。原告指控称，到目前为止，孔令辉只清还了其中的54.5万新加坡元，因此要求法庭责令孔令辉还清余下45万多新加坡元。消息传出后，当时正在参加世锦赛的孔令辉回应称，该事件发生在2015年春节，他与父母及亲朋赴新加坡旅游期间，他的亲友在滨海湾金沙娱乐城参与赌博活动。当时他在旁观看，其间孔令辉帮他们去取筹码，并留下相关私人信息。中国乒乓球协会在获悉该报道后，根据孔令辉在微博上的回应，得知其去赌场这一情况属实（并未进一步确认其是否真的进行过赌博行为）后，中国乒协认为相关行为已经严重违反国家公职人员管理相关规定和纪律要求，决定暂停孔令辉中国女乒主教练职务，同时要求其回国接受进一步调查和处理。
后经星岛日报报道澄清，孔令辉友人已即時向新加坡濱海灣金沙賭場一次過清還所有欠款，連利息及律師費共五十多萬新加坡元（折合港幣三百多萬元）。并且孔令輝在2015年農曆新年假期與父母及友人同遊新加坡，親戚及朋友一行六、七人下榻新加坡濱海灣金沙酒店。孔令輝表示自己並沒有參與賭博，他在場的一個朋友作為中間人向賭場貸款並換取籌碼，孔令輝當時只是簽字作擔保。在當日離開賭場前，孔令輝已經為自己幾個親人的籌碼結帳付款，但同行作為中間人的朋友並未清繳所有欠款，孔令輝當時全不知情。欠款的中間人期後更人間蒸發，不知所終，最終招至賭場向香港高等法院申請入稟狀追討欠款。孔令輝表示自2015年2月後，他曾經收過新加坡濱海灣金沙的幾個電話短訊，要求他致電回覆，但當時孔誤會這些只是金沙的推廣宣傳活動，故不以為意，未有理會。
国家体育总局新闻发言人就孔令辉所涉及的问题表示，作为中共党员干部、国家公职人员，必须严格遵守党纪国法，著名运动员、教练员更应注重自身社会形象和社会影响，带头遵纪守法。体育总局也对此事造成的不良社会影响表示歉意，同时，在中国乒乓球协会已做出初步决定基础上进一步查明情况，做出严肃处理。